# Jean-Gilles du Coëtlosquet
Jean-Gilles du Coëtlosquet, né le 15 septembre 1700 à Saint-Pol-de-Léon et mort le 21 mars 1784 à Paris, est un homme d'Église français du XVIIIe siècle, évêque de Limoges puis précepteur des petits-fils de Louis XV.

## Biographie
Jean-Gilles du Coëtlosquet naît le 15 septembre 1700 à Saint-Pol-de-Léon.
Il est d'abord vicaire général du diocèse de Bourges et chancelier de l'université de Bourges.
Il devient évêque en 1739 dans le diocèse de Limoges où il reste jusqu'en 1758. En 1759, c'est dans la chapelle du château de Versailles qu'il sacre son successeur et parent, Louis Charles du Plessis d'Argentré.
Il est aussi abbé commendataire de l'abbaye Saint-Philibert de Tournus à partir de 1745, et abbé de l'abbaye Saint-Paul de Verdun.
En 1758 il quitte lpre'évêché de Limoges car il devient précepteur des petits-fils de Louis XV (Louis de France duc de Bourgogne, qui meurt en 1761, puis ses frères les futurs Louis XVI, Louis XVIII et Charles X), aux côtés du duc de la Vauguyon qui en est le gouverneur. Il laisse peu de souvenirs, si ce n'est celui d'un homme modeste et sincèrement pieux.
Il est élu membre de l'Académie française en 1761. Il ne laisse cependant aucun ouvrage.
Il est fait chevalier de l'ordre du Saint-Esprit.
Il meurt en l'abbaye Saint-Victor de Paris, où il s'est retiré, et est inhumé dans le cloître, aujourd'hui disparu.